# Командование северного боевого района

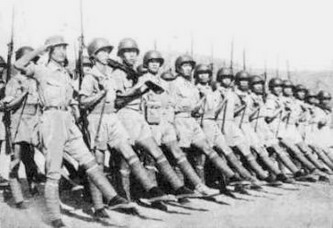
Экипированные американцами китайские части в Индии

Командование северного боевого района (англ. Northern Combat Area Command, NCAC) — китайско-американская боевая группа, удерживавшая северную часть фронта Союзников в Бирме во время Второй мировой войны.

## История создания
В марте 1942 года Чан Кайши направил в Бирму китайский экспедиционный корпус. Китайские части не смогли спасти положения, но несколько замедлили наступление японцев. В ходе отступления на север 38-я и 22-я китайские дивизии оказались отрезанными от Китая, и им пришлось пробиваться в Индию. Эти войска были собраны в городке Рамгарх одноимённого округа, где получили американское вооружение и экипировку, а за их обучение взялись американские инструкторы. Официальным командующим китайскими войсками в Индии стал американский генерал Джозеф Стилвелл.

## Боевой путь
В апреле 1944 года китайские солдаты и «Мародёры Мерилла» начали наступление в долине Хуакун на крайнем севере Бирмы. Они смогли обойти по горам японские заслоны, и 17 мая захватить важный аэродром в Мьичине. На следующий день после этого глава Юго-Восточно-Азиатского командования Союзников лорд Луис Маунтбеттен получил язвительное послание от Черчилля:
Как получилось, что американцы блестящей победой посадили нас в лужу?
Осада Мьичины продолжалась всё лето, город пал 5 августа. Несмотря на то, что английское командование квалифицировало наступление Стилвелла как «неразумное и никому не нужное», эта победа оказалось политической победой Чан Кайши: получалось, что пока Лондон строил планы войны в Бирме, китайские войска уже освободили от японцев север страны.
В октябре 1944 года по настоянию Чан Кайши Стилвелл был отозван в США, и в Юго-Восточной Азии произошло перераспределение командования среди союзников. Новым главой Командования северного боевого района стал американский генерал Дэниел Султан. По окончании сезона дождей войска Командования северного боевого района при поддержке британской 36-й пехотной дивизии начали пробиваться на восток, стремясь соединиться с войсками Чан Кайши, однако японская 33-я армия держала упорную оборону. Лишь к концу января 1945 года Союзники смогли очистить от японцев «Бирманскую дорогу», по которой в Китай начали идти грузовики с поставками по ленд-лизу.

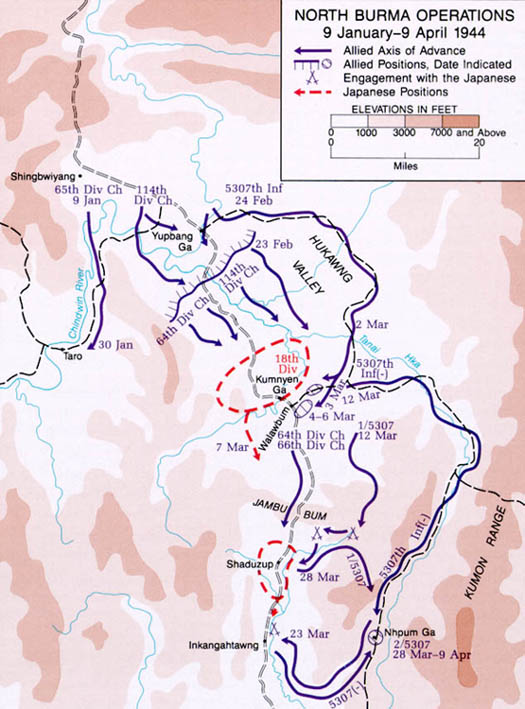
Наступление в Северной Бирме
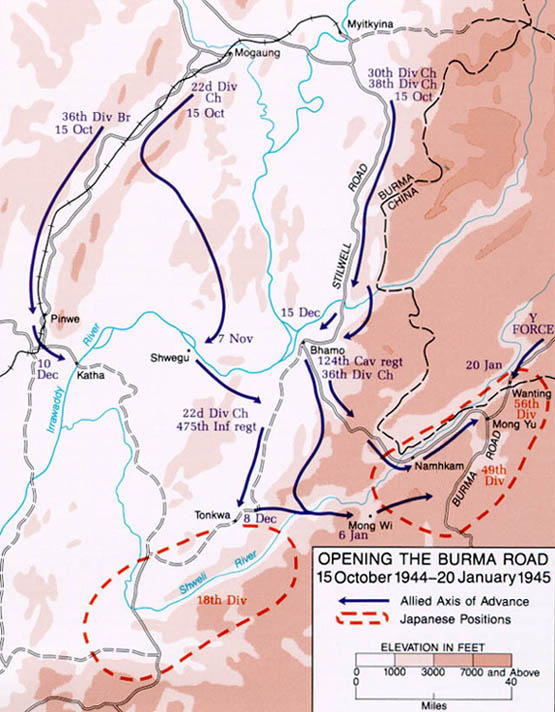
Бои за «Бирманскую дорогу»